# Müllergraben (Notte)
Der Müllergraben ist ein linker Zufluss der Notte in Brandenburg.
Der Graben beginnt in einem Wiesengebiet nördlich des Zossener Ortsteils Waldstadt und dort nördlich der Straße Gerlachshof, die in West-Ost-Richtung verläuft. Der Müllergraben verläuft von dort rund 1000 Meter in nördlicher Richtung und unterquert den Grünen Weg. Im weiteren Verlauf zweigt er leicht nach Nordwesten ab und erreicht nach rund 1095 Metern die Bundesstraße 246. Hinter der Bundesstraße verläuft er rund 245 Meter nach Nordwesten, zweigt dann nach Nordosten ab und entwässert schließlich in einer Wiesenfläche in die Notte.